# Камешкирский район
Камешки́рский райо́н — административно-территориальная единица (район) и муниципальное образование (муниципальный район) в Пензенской области России.
Административный центр — село Русский Камешкир.

## География
Район находится в юго-восточной части области и занимает территорию 976 км². Граничит на юго-западе с Лопатинским районом, на западе — с Шемышейским районом, на севере с Городищенским районом, на северо-востоке — с Кузнецким районом, на востоке — с Неверкинским районом Пензенской области, на юге — с Саратовской областью.

## История
Район образован 16 июля 1928 года в составе Кузнецкого округа Средне-Волжской области.
С 1929 года район в составе Средневолжского (Куйбышевского) края, с 1936 года — в Куйбышевской области.
4 февраля 1939 года район передан в состав вновь образованной Пензенской области.
19 сентября 1939 года из Иванисовского с/с Городищенского района в Болтинский с/с Камешкирского района было передано селение Полянщино.
С 1.2.1963 по 12.1.1965 район был упразднён, его территория входила в состав Кузнецкого района.

## Население
Динамика численности населения района:
| 1939    | 1959    | 1970    | 1979    | 1989    | 2002    | 2009    |
| ------- | ------- | ------- | ------- | ------- | ------- | ------- |
| 37 729  | ↘27 270 | ↘23 729 | ↘19 393 | ↘16 733 | ↘14 404 | ↘12 881 |
| 2010    | 2011    | 2012    | 2013    | 2014    | 2015    | 2016    |
| ↘12 802 | ↘12 735 | ↘12 455 | ↘12 217 | ↘12 010 | ↘11 836 | ↘11 588 |
| 2017    | 2018    | 2021    |         |         |         |         |
| ↘11 398 | ↘11 142 | ↘10 285 |         |         |         |         |

## Административное деление
В Камешкирский район как административно-территориальное образование входят 6 сельсоветов.
В муниципальный район входят 6 муниципальных образований со статусом сельских поселений.
| № | Муниципальное образование     | Административный центр | Количество населённых пунктов | Население | Площадь, км2 |
| - | ----------------------------- | ---------------------- | ----------------------------- | --------- | ------------ |
| 1 | Большеумысский сельсовет      | село Большой Умыс      | 5                             | ↘805      | 125,41       |
| 2 | Лапшовский сельсовет          | село Лапшово           | 7                             | ↘1490     | 264,05       |
| 3 | Новошаткинский сельсовет      | село Новое Шаткино     | 6                             | ↘1400     | 325,03       |
| 4 | Пестровский сельсовет         | село Пестровка         | 7                             | ↘1077     | 308,31       |
| 5 | Русско-Камешкирский сельсовет | село Русский Камешкир  | 1                             | ↘4989     | 176,98       |
| 6 | Чумаевский сельсовет          | село Чумаево           | 2                             | ↘524      | 70,53        |

### Населённые пункты
В Камешкирском районе 28 населённых пунктов.
| №  | Населённый пункт    | Тип     | Население | Муниципальное образование     |
| -- | ------------------- | ------- | --------- | ----------------------------- |
| 1  | Алексеевка          | село    | ↘115      | Лапшовский сельсовет          |
| 2  | Аряш                | село    | ↘6        | Лапшовский сельсовет          |
| 3  | Бегуч               | село    | ↘259      | Пестровский сельсовет         |
| 4  | Болтино             | село    | ↘128      | Большеумысский сельсовет      |
| 5  | Большой Умыс        | село    | ↘495      | Большеумысский сельсовет      |
| 6  | Дмитриевка          | деревня | 85        | Лапшовский сельсовет          |
| 7  | Дубровки            | село    | ↘492      | Лапшовский сельсовет          |
| 8  | Дьячевка            | село    | ↘255      | Пестровский сельсовет         |
| 9  | Камышенка           | село    | ↘130      | Новошаткинский сельсовет      |
| 10 | Ключи               | село    | ↘120      | Большеумысский сельсовет      |
| 11 | Красное Поле        | село    | ↘49       | Новошаткинский сельсовет      |
| 12 | Кулясово            | село    | ↘433      | Лапшовский сельсовет          |
| 13 | Лапшово             | село    | ↘745      | Лапшовский сельсовет          |
| 14 | Мамадыш             | село    | ↘276      | Лапшовский сельсовет          |
| 15 | Мокрый Дол          | посёлок | 41        | Пестровский сельсовет         |
| 16 | Мордовский Камешкир | село    | ↘348      | Большеумысский сельсовет      |
| 17 | Новое Шаткино       | село    | ↘647      | Новошаткинский сельсовет      |
| 18 | Новый Чирчим        | село    | ↘67       | Новошаткинский сельсовет      |
| 19 | Пестровка           | село    | ↘381      | Пестровский сельсовет         |
| 20 | Покровка            | село    | ↘97       | Пестровский сельсовет         |
| 21 | Полянщино           | деревня | 35        | Большеумысский сельсовет      |
| 22 | Порзово             | село    | ↘419      | Пестровский сельсовет         |
| 23 | Русский Камешкир    | село    | ↘4989     | Русско-Камешкирский сельсовет |
| 24 | Старое Шаткино      | село    | ↘201      | Новошаткинский сельсовет      |
| 25 | Старый Чирчим       | село    | ↘789      | Новошаткинский сельсовет      |
| 26 | Тарасовка           | деревня | 55        | Чумаевский сельсовет          |
| 27 | Чумаево             | село    | ↘764      | Чумаевский сельсовет          |
| 28 | Шишовка             | посёлок | 1         | Пестровский сельсовет         |

Упразднённые населённые пункты:
- 2001 год — село Языковка[22].